# El columpio (Fragonard, 1750-1752)
El columpio es una pintura del artista rococó francés Jean-Honoré Fragonard, creada en algún momento alrededor de 1750 a 1752 durante la carrera temprana del artista. Actualmente se encuentra en el Museo Thyssen-Bornemisza de Madrid (España).

## Descripción
El columpio representa a niños pequeños jugando con un columpio en un bosque. Sus dimensiones son 120 cm de alto por 95 cm de ancho. La pintura forma pareja con otra obra de Fragonard titulada La gallina ciega. Mientras que La gallina ciega se centra en el cortejo, El columpio, y la metáfora del movimiento oscilante del mismo, sugiere que la relación se ha consumado.
Se considera un precedente importante de la obra maestra de Fragonard, El columpio (1767) que se encuentra en la colección Wallace de Londres (Reino Unido).